# مگس‌گیر شکم‌زرین
مگس‌گیر شکم‌زرین یا مگس‌گیر زرین‌شکم‌ (نام علمی: Miodynastes hemichrysus) یک پرنده گنجشک‌سان از تیرهٔ ژیان‌مرغان است. این یک گونهٔ زادآور بومی و ساکن در کاستاریکا و غرب پاناما است.